# Nercillac
Nercillac – miejscowość i gmina we Francji, w regionie Nowa Akwitania, w departamencie Charente.
Według danych na rok 1990 gminę zamieszkiwało 1159 osób, a gęstość zaludnienia wynosiła 71 osób/km² (wśród 1467 gmin regionu Poitou-Charentes Nercillac plasuje się na 259. miejscu pod względem liczby ludności, natomiast pod względem powierzchni na miejscu 528.).